# Ariane Helena
 Ariane Helena Pinto Teixeira (Guarulhos, 27 de janeiro de 1996) é uma voleibolista indoor brasileira, atuante na posição Oposto, canhota, com marca de alcance de 291 cm no ataque e 284 no bloqueio, que atuando pela Seleção Brasileira conquistou a medalha de ouro na edição do Campeonato Sul-Americano Sub-20 de 2014 na Colômbia e o vice-campeonato no Campeonato Mundial Sub-20 de 2015 em Porto Rico.

## Carreira
Iniciou praticando a modalidade na escola aos nove anos de idade e aprofundou ainda mais a partir do ano de 2010 quando ingressou no projeto da APROV/Guaru e recebeu propostas de propostas de São Caetano Vôlei e do EC Pinheiros, optando por este clube, onde permaneceu de 2011 a 2014, teve passagem nas categorias de base do ADC Bradesco atuando de 2015 a 2016.
Desde a categoria infantojuvenil esteve presente na base da seleção brasileira a partir de  2012.No ano de 2014 foi convocada para seleção brasileira e disputou a edição do Campeonato Sul-Americano Juvenil de 2014 em Barrancabermeja e conquistando a medalha de ouronovamente foi  convocada para Seleção Brasileira e disputou a edição do Campeonato Mundial Juvenil de 2015 realizado em Porto Rico sagrando-se medalhista de prata.
Em 2016 esteve na conquista da Superliga Brasileira B pela Nestlé Araraquara Voleibol e em 2017 atuou pelo BRH-Sulflex/Clube Curitibano e foi vice-campeã da Superliga Brasileira B, na temporada 2017-18 ela é contratada pelo Genter Vôlei Bauru e disputou a Superliga Brasileira A.
Na temporada 2018-19 transfere-se para o Vôlei Balneário Camboriú e disputa novamente a Série A.
Foi contratada pelo Brasília Vôlei Esporte Clube para a temporada 2019-20 e na temporada 2020-21 e permaneceu no time e disputou o Campeonato Mineiro de 2020 quando finalizou na terceira posição, tem sido um dos destaques individuais de seu time na Superliga Brasleira A entre as maiores pontuadoras.

## Títulos e resultados
- Superliga A:2022-23
- Superliga A:2021-22
- Supercopa Brasileira de Voleibolː2021
- Copa Brasil:2021, 2023
- Copa Brasil:2022
- Superliga B:2016[1]
- Superliga B:2017[1]
- Campeonato Mineiroː2021
- Campeonato Mineiroː2022
- Campeonato Mineiro:2020

## Premiações individuais
[carece de fontes?]